# Chang și Eng Bunker
Chang și Eng Bunker (n. Samut Songkhram, 11 mai 1811 - d. Mount Airy, 17 ianuarie 1874) au fost primii gemeni siamezi celebri, după numele țării lor de naștere, Siam (Thailanda) adoptându-se termenul de "siamezi".

## Biografie
Chang și Eng s-au născut în regatul Siam, în 1811, mai precis în provincia Samutsongkram.  Au ajuns, cu un vapor, în Statele Unite ale Americii. Erau fizic uniți prin stern și printr-un cartilaj. Ficații le erau fuzionați. Cu toate astea, aveau o independență aproape completă între ei. Datorită numelui țării lor de origine, erau denumiți "siamezi", termen care astfel, s-a născut datorită existenței lor. Decenii întregi au consultat mulțime de medici, în căutarea posibilității de a fi separați, dar, din cauză că nu exista încă tehnologia de raze X (pentru a determina cu exactitate fiziologia  internă a conexiunii dintre ei), operația ar fi fost periculoasă, așa că au tot scos-o din calcule. Fără îndoială, această intervenție ar fi fost ușor realizabilă astăzi.

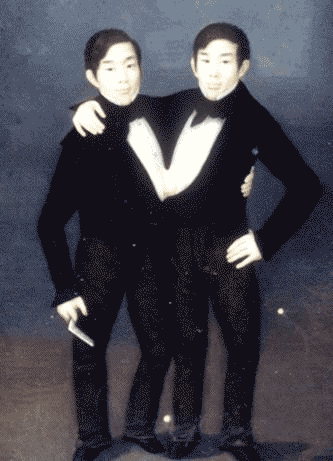
Chang y Eng ca. 1836

### Căsătoriile și descendențele lor
Hotărâți să ducă o viață cât mai normală posibil, acești frați și-au înființat o plantație, și-au cumpărat sclavi, și și-au adoptat numele de familie "Bunker". Au fost membri respectați ai comunității. În 13 aprilie 1843 s-au căsătorit cu două surori: Chang cu Adelaide Yates și Eng cu Sarah Anne Yates. Chang și soția sa au avut 10 copii, în timp ce Eng și soția sa a avut 12. Frații s-au stabilit în două case, în Mount Airy, Carolina de Nord, și, pentru a evita problemele de coexistență, au decis să-și petreacă câte trei zile consecutive în fiecare dintre cele doua case.

### Sănătatea lui Chang
Chang s-a dedicat băuturii și starea lui de sănătate s-a înrăutățit până când a suferit un accident vascular cerebral, care nu l-a afectat și pe Eng. În ianuarie 1874, la vârsta de 63 de ani, Chang a dezvoltat o bronșită care a dus la pneumonie.

### Decesele
În noaptea de 17 ianuarie, din 1874, trezindu-se, Eng a descoperit că fratele lui nu respira, și și-a strigat familia pentru a-l ajuta. Dar Chang era mort. A venit un doctor pentru a proceda la separația lor (așa cum era convenit pentru cazul în care unul dintre cei doi ar fi murit înaintea celuilalt), dar Eng a refuzat să fie separat de fratele său. A murit trei ore mai târziu. Examinarea post-mortem realizată la Colegiul Medicilor și Chirurgilor din Philadelphia a arătat că Chang a murit urmare rupturii unui anevrism.